# حزرة
حزرة (بفتح الحاء المهملة وإسكان الزاي وفتح الراء المهملة)، موضع تلقاء سويقة المدينة، من أودية الأشعر يفرغ في الفقارة، تبعد عن المدينة (50) كيلاً، منازل نزل وتخفى بها الاشراف بنو الحسن بن الحسن، ولهم فيها مقبرة. ويسكن وادي حزره قبيلة الحجلة من حرب ويتبع إداريا لمركز الفريش.

## في التاريخ
- قال المجد في القاموس (ص375) : الحزرة : شجرة حامضة، ومن المال خياره، والنِبقة المرة أو مرارتها.
- قال البكري في المعجم (2/77) : بفتح أوله، وإسكان ثانيه، بالراء المهملة : موضع تلقاء سويقة، وهو مال لآل الحسن بن الحسن.
- وقال السيوطي في الخلاصة (2/593) : بالفتح وسكون الزاي : من اودية الأشعر، يفرغ في القفارة، سكانه بنو عبد الله بن الحسين الأسلميون، وبه المليحه، وبأسفلها العين التي تدعي سويقة.
- وقال عاتق بن غيث في المعجم (2/ 291) : واد ٍلقبيلة الحجلة من بني سالم من حرب، يسيل من جبل الفقارة شمالاً شرقياً، فاذا اجتمع بالثاجة سمي سويقة، لعين كانت فيه.

قلت : ورأيت بعض المتأخرى ن من الباحثين والمحققين خلطوا بين حزرة وحورة.
قلت: حورة: بفتح الحاء المهملة، وسكون الواو، وادٍ من أودية الأشعر بجهة الفقرة ,تلقاء حزرة، ما بين حزرة والفرع، وهي حورتان.
قال السيوطي في الخلاصة (2/601) : وهي حورتان اليمانية والشمالية، ويعرفان حورة وحويرة، بجهة الفقرة، وباليمانية، وهي حورة وادٍ يقال له: (ذو الهدى) ,لأن شداد بن أمية الذهلي قدم على النبي صلى الله عليه وسلم بعسل شارة منه، فقال له : (من أين شريته) ؟ فقال له : من وادٍ يقال له ذو الضلالة، فقال : (لا بل الهدى).
قلت : والمشاهد اليوم يرى جودة العسل في تلك المنطقة.
- وقال عاتق في المعجم (3/77) : وادٍ يسيل من الفقرة شمالاً فيدفع في الجفر، يشاركه في ذلك آخر اسمه حويرة فيجمعان (حورات)، والفقرة هي : الأشعر.

قلت : كنت قد قمت بزيارة لكلاً من سويقة والفرع وحزرة منازل بني الحسن بن الحسن، بصحبة أخوي الشريف إيهاب والشريف انس والصديق المؤرخ السيد مطهر العبد الله الشهاري الرسي، وذلك في شهر ذو القعدة لسنة 1429هـ،.فوقفنا على مقبرة قديمة عند جبل طرف حزره، ، بها قبور كثيرة.
والمقبرة مقسمة إلى قسمين :
القسم الأول : الظاهر انه الاصل للمنطقة وقد سوّر بسور حجري، يستخدم في بناء تلك المنطقة يحتوي على مايزيد على عشرة قبور، منها قبرين عليهما شاهدين، مكتوب على الأول : محمد بن أحمد بن محمد بن محمد بن عبد الله بن الحسن بن الحسن بن علي بن أبي طالب، والآخر ابن للأول إلا أني لم أستطع قراءة اسمه مكتوب عليه (اسم غير مقروء) بن محمد بن أحمد بن محمد بن محمد بن عبد الله بن الحسن بن الحسن بن علي بن أبي طالب، فظهر لي ان هناك ابن للنفس الزكية أسمة محمد لم تذكره كتب النسب، والله العالم.
القسم الثاني : خارج السور المذكور مقابر أخرى حديثة وبها قبور عديده، كان يدفن بها إلى عهد قريب، وتلك المقبرتين يحدها سور حديث وعليه بوابة.